# 811 Nauheima
811 Nauheima је астероид главног астероидног појаса са средњом удаљеношћу од Сунца која износи 2,894 астрономских јединица (АЈ).
Апсолутна магнитуда астероида је 10,78 а геометријски албедо 0,220.